# Encinedo
Encinedo – gmina w Hiszpanii, w prowincji León, w Kastylii i León, o powierzchni 195,01 km². W 2011 roku gmina liczyła 828 mieszkańców.